# Colle Prato Pecoraro
Colle Prato Pecoraro è un rilievo dei Monti Reatini che si trova nel Lazio, nella provincia di Rieti, nel comune di Leonessa.